# Adilia Castillo
Adilia Castillo (ur. 26 sierpnia 1933 w Apure, zm. 7 marca 2014) – wenezuelska aktorka i piosenkarka.

## Życiorys
Adilia Castillo urodziła się 26 sierpnia 1933 roku w Apure, El Yagual w miejscowości San Martin del Yagual, położonym nad brzegiem rzeki Arauca. Rozpoczęła karierę w wieku 11 lat. Następnie udała się do Caracas, gdzie brała udział w imprezach muzycznych i walkach z bykami. W latach 50. występowała w radiu, telewizji, teatrach i klubach nocnych. Była członkiem Stowarzyszenia Autorów i Kompozytorów Wenezueli (SACVEN). Zmarła 7 marca 2014 roku w wieku 80 lat.

## Filmografia
- 1962: Martin Santos el llanero
- 1962: Los bárbaros del norte jako Cantante Venezolana